# Moosburger Mitterteich
Der Moosburger Mitterteich ist ein kleiner See in Kärnten. Er ist Teil des Landschaftsschutzgebietes Moosburger Teichlandschaft und wird vom Land Kärnten als eutroph eingestuft.

## Geografie

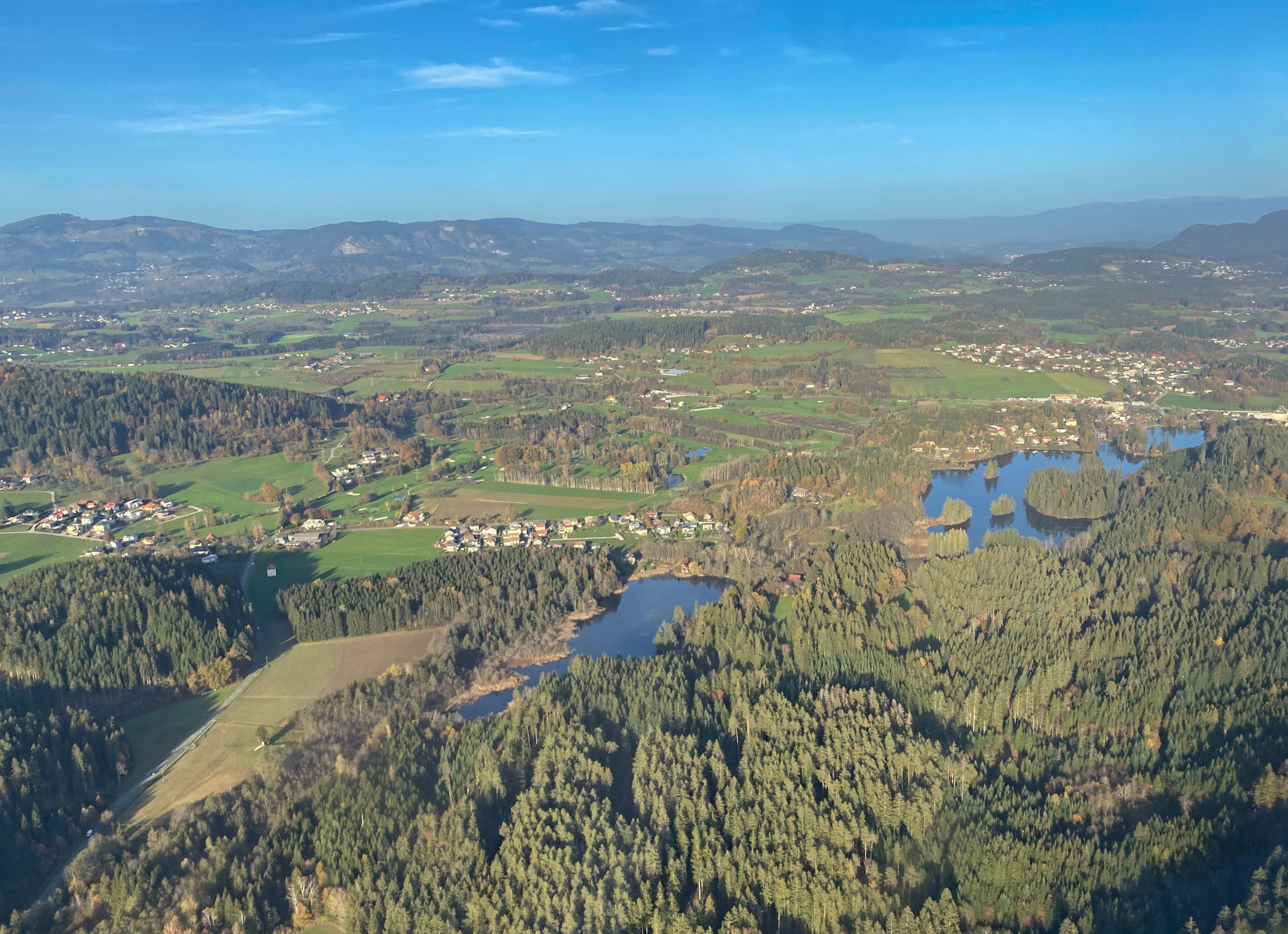
Luftaufnahme der Teiche östlich von Mossburg: Damnigteich (links), Mitterteich und Mühlteich (beide rechts)

Die Moosburger Teiche liegen in einer durch eiszeitliche Ablagerungen verfüllten Furche nahe der Marktgemeinde Moosburg. Diese Furche verfügt nur über unzureichenden Abfluss verfügt und ist daher zu großen Teilen stark versumpft. Innerhalb dieses sumpfigen Areals bildete sich eine Reihe von Gewässern.  Die Vegetation ist von Schilf und Teichbinsen sowie Rohrkolben geprägt, typisch für die dichte Unterwasserflora sind Laichkräuter, Tausendblatt und Seerosen. Entsprechend der moorigen Umgebung ist das Wasser bräunlich gefärbt.
Hauptzufluss der Moosburger Teiche ist der von Westen kommende Stallhofener Bach, welcher im Sommer fast vollständig austrocknet. Mehrere Rinnsale aus der Umgebung münden ebenfalls in den Teich, dessen Wasser im Osten in den Moosburger Mühlteich abfließt.

## Vorkommende Fischarten
Im Moosburger Mitterteich wurden folgende Fischarten nachgewiesen:
- Hecht (Esox lucius)
- Aal (Anguilla anguilla)
- Aitel (Leuciscus cephalus)
- Karausche (Carassius carassius)
- Karpfen (Cyprinus carpio)
- Rotauge (Rutilus rutilus)
- Rotfeder (Scardinius erythrophthalmus)
- Schleie (Tinca tinca)
- Barsch (Perca fluviatilis)
- Zander (Sander lucioperca)